# Mikkel Jespersen
Mikkel Jespersen (født 11. juni 1991) er en tidligere dansk fodboldspiller, og nuværende assistent træner for Bundesliga-klubben Mainz 05.

## Karriere

### Skive IK
Jespersen skiftede til Skive IK i januar 2011. Han scorede i alt 25 mål i 127 kampe for klubben, inden han forlod den i 2015.

### AC Horsens
Den 29. juni 2015 blev det offentliggjort, Mikkel Jespersen skiftede til AC Horsens, hvor han skrev under på en kontrakt gældende frem til 30. juni 2016. Denne aftale blev den 31. maj 2016 forlænget med et år.

### Viborg FF
Den 28. juli 2017 blev det offentliggjort at Mikkel Jespersen skiftede til Viborg FF.

### Senere karriere
Han skiftede i sommeren 2018 til Skive IK. I begyndelsen af juli 2019 blev han ansat til hjælpe den tidligere AC Horsens-træner Bo Henriksen med at scoute danske divisionsspillere. Han blev i juli 2019 videre rekrutteringsansvarlig for AC Horsens og individuel træner for superligaholdet, samtidig med at han spilede for Skive IK.